# Markoosie Patsauq
Markoosie Patsauq (ᒫᑯᓯ ᐸᑦᓴᐅᖅ Maakusi Patsa.uq, Selbstbezeichnung mit dem Vornamen Markoosie, * 24. Mai 1941 bei Inukjuaq, Québec; † 8. März 2020 in Inukjuaq) war ein Inuit-kanadischer Schriftsteller. John Amagoalik ist sein jüngerer Bruder.

## Leben
Markoosie besuchte die Grundschule in Inukjuaq/Port Harrison. Er gehörte zu den Familien, die 1953 zu Zeiten des Kalten Kriegs von der kanadischen Regierung in die Hocharktis (Resolute Bay) umgesiedelt wurden. Bereits vor der Abreise war er an Tuberkulose erkrankt, weshalb er 1954 für zwei Jahre in das Krankenhaus von The Pas in Manitoba kam. Hier erhielt er Unterricht auf Englisch, lernte durch Mitpatienten auch etwas Cree und las Comics. 1961 machte er seinen Abschluss an der Sir John Franklin High School in Yellowknife (Nordwest-Territorien) und 1967 seinen Flugschein (Training bei dem Flieger Welland Phipps). 1971 holte ihn Jean Chrétien (damals Minister für die Belange der Ureinwohner) in das Direktorium des Unternehmens Panarctic Oils, Ltd. 1975 kehrte Markoosie nach Inukjuaq zurück, wo er ab 1978 in der öffentlichen Verwaltung tätig war (Gemeinderat von Inukjuak, Regionalregierung von Kativiq).

## Werk
Bekannt wurde Markoosie durch seine Erzählung Harpoon of the hunter, die als erste schriftlich fixierte Inuit-Erzählung gilt. Im Mittelpunkt steht der 16-jährige Kamik, der mit den Jägern seiner Siedlung auszieht, um einen vermutlich tollwütigen Eisbären zu erlegen. Kamiks Vater wird getötet, Kamik überlebt schließlich als einziger der Gruppe. Beim Umzug der verbliebenen Siedlungsbewohner in eine andere Siedlung ertrinken seine Mutter sowie seine künftige Braut und sein Schwiegervater, woraufhin er sich das Leben nimmt. Den Haupterzählstrang bildet Kamiks Perspektive, eingeflochten sind die Perspektive von Kamiks Mutter, eines weiteren Siedlungsbewohners und die des Eisbären.
Das Werk erschien zuerst 1969/70 auf Inuktitut in reduzierter Silbenschrift (ohne Silbenendkonsonanten und Längenzeichen) unter dem Titel ᐅᒪᔪᓯᐅᑎ ᐅᓇᑐᐃᓇᒧᑦ (meint ᐆᒪᔪᕐᓯᐅᑎ ᐅᓈᑐᐃᓐᓇᒧᑦ Uumajursiuti unaatuinnamut, deutsch ‚Jäger mit nur einer Harpune‘), aufgeteilt auf drei Ausgaben der Zeitschrift ᐃᓄᑎᑐᑦ Inuttituut. 1970 folgte eine vom Autor selbst angefertigte Übertragung ins Englische als Buch mit dem Titel Harpoon of the hunter.
Weitere Ausgaben:
- Französisch: Le harpon du chasseur (1971), Übers. Claire Martin
- Deutsch: Die Harpune des Eskimos (1974), Übers. Gertrud Rukschcio, Verlag St. Gabriel, Mödling 1974
- Dänisch: Harpunjægeren (1995), Übers. Vagn Lundbye
- Französisch/Inuktitut: Le harpon du chasseur (2011), Neuübersetzung aus dem Englischen von Catherine Ego, Inuktitut in moderner Silbenschrift mit dem Titel ᐊᖑᓇᓱᑦᑎᐅᑉ ᓇᐅᒃᑯᑎᖓ Angunasuttiup naukkutinga
- Hindi: शिकारी का हार्पून Shikari ka harpun (2016), aus dem Französischen von Sanjay Kumar
- Marathi: शिकाऱ्याचा भाला Shikaryacha bhala (2016), aus dem Französischen von Jayant Dhupkar[12]

Weitere Werke:
- Wings of mercy (1972/1973)[13]
- Mémoires (1991)[14]